# Lindsay Allason-Jones
Lindsay Allason-Jones est une archéologue britannique spécialisée dans la culture matérielle romaine, le mur d'Hadrien, la Bretagne romaine et la présence et le rôle des femmes dans l'Empire romain. Elle travaille au musée archéologique de l'université de Newcastle-upon-Tyne et comme professeure invitée jusqu'en 2011. Elle est présidente de la Society of Antiquaries of Newcastle upon Tyne de 2011 à 2013.

## Biographie
Lindsay Allason-Jones obtient son diplôme à l'université de Newcastle en 1974 avant de travailler pour le Chelmsford Excavation Committee puis pour Tyne and Wear Museums Service, travaillant sur les fouilles du fort romain d'Arbeia.
En 1978, elle rejoint le musée des Antiquités de l'université de Newcastle upon Tyne et de la Society of Antiquaries of Newcastle upon Tyne. Elle dirige le musée de 1998 à 2009, puis le Centre for Interdisciplinary Artefact Studies de 2008 à 2011.
Elle est chargée de cours en culture matérielle romaine au département d'archéologie de l'université de Newcastle,.
Elle prend sa retraite en 2011 et, en 2014, un recueil de mélanges intitulé Life in the Limes: Studies of the people and objects of the Roman frontiers, est édité en son honneur.

## Activités éditoriales
Elle est l'autrice de publications sur la culture matérielle de la Grande-Bretagne romaine et sur les découvertes archéologiques de la Rudge Cup le Corbridge Hoard et le puits de Coventina,,.
Elle est consultante historique pour le péplum The Eagle de Kevin Macdonald.

## Engagements institutionnels
Lindsay Allason-Jones est membre élue de la Society of Antiquaries of London depuis janvier 1988, de la Society of Antiquaries of Scotland et de la Royal Society of Arts. Elle est présidente de l'Institut royal d'archéologie de 2003 à 2006, puis à nouveau à partir de 2021,. Elle est présidente de la Society of Antiquaries of Newcastle upon Tyne (SANT) de 2011 à 2013. Elle est nommée officier de l'Empire britannique (OBE) pour ses services à l'archéologie dans la liste des honneurs du Nouvel An de 2014. Elle participe aux activités concernant le pèlerinage au mur d'Hadrien, à la Roman Military Equipment Conference et au Congress of Roman Frontier Studies.

## Publications récentes
- « The material culture of Hadrian's Wall ». In: Limes XVIII: proceedings of the XVIIIth International Congress of Roman Frontier Studies. Amman, Jordan: Archaeopress, 2000.
- Roman Woman: Everyday Life in Hadrian's Britain. London: Michael O'Mara Books Ltd, 2000.
- « Material Culture and identity ». In: James, S., Millett, M, ed. Britons and Romans: Advancing an Archaeological Agenda. London: Council for British Archaeology. p. 19-25, 2001
- « Git in Romeins Brittannie ». In:  K.Sas & , K.Thon (éd.), Bracelet Tongeren, p. 40-42, 150, 151, 199-201, 2002.
- Women in Roman Britain. York: Council for British Archaeology, 2006
- Daily Life in Roman Britain, Greenwood World Publishing, 2008   (ISBN 1846450357)
- avec William S. Hanson & David Breeze,  The Army and Frontiers of Rome : papers offered to David J. Breeze on the occasion of his sixty-fifth birthday and his retirement from Historic Scotland, Journal of Roman Archaeology, 2009.
- Artefacts in Roman Britain: Their Purpose and Use. Cambridge: Cambridge University Press, 2011[15].
- « She Said ‘Emic », Theoretical Roman Archaeology Journal,‎ 2011, p. 4-9 (lire en ligne, consulté le 10 mai 2023) M.Duggan, F. McIntosh & D. J. Rohl (dir.) TRAC 2011: Proceedings of the Twenty First Annual Theoretical Roman Archaeology Conference, Newcastle 2011. Oxford: Oxbow Books.